# Helen Hoffmann
Helen Hoffmann, född 7 februari 2002 i Oberwiesenthal, är en tysk längdskidåkare som tävlar i världseliten för skidklubben Wsv Oberhof 05 e.V. och det tyska landslaget. År 2021 blev hon trea på distansen 15 kilometer vid Juniorvärldsmästerskapen i finska Vuokatti. Ett år senare i Lygnasæter i Norge, vid 2022 års mästerskap vann hon distansen. Hon har även vunnit flera guld i U23-klassen, 2022 i Whistler i Kanada och 2023 i Planica i Slovenien. Då på distansen 10 kilometer i klassisk stil.